# DDR-Fußball-Liga 1984/85
In der Saison 1984/85 gelang dem 1. FC Union Berlin der sofortige Wiederaufstieg in die DDR-Oberliga und der BSG Sachsenring Zwickau nach zwei Jahren die Rückkehr ins Oberhaus. Es war die erste Spielzeit seit 1975/76, in der die 2. Mannschaften einiger Oberligaclubs und -gemeinschaften, die 1983/84 nach Auflösung der Nachwuchsoberliga in die Bezirksliga eingegliedert worden waren und den Aufstieg in die ostdeutsche Zweitklassigkeit geschafft hatten, wieder am Spielbetrieb der Liga teilnehmen konnte.

## Modus
Gespielt wurde in zwei Staffeln zu je 18 Mannschaften (regionale Gesichtspunkte). In einer Doppelrunde mit Hin- und Rückspiel wurden die Staffelsieger und Absteiger ermittelt.

## Staffel A

### Abschlusstabelle
| Pl. | Verein                           | Sp. | S  | U  | N  | Tore    | Diff. | Punkte |
| --- | -------------------------------- | --- | -- | -- | -- | ------- | ----- | ------ |
| 1.  | 1. FC Union Berlin (A)           | 34  | 21 | 8  | 5  | 081:290 | +52   | 50:18  |
| 2.  | BSG Stahl Eisenhüttenstadt       | 34  | 18 | 9  | 7  | 072:420 | +30   | 45:23  |
| 3.  | BSG Motor Babelsberg             | 34  | 17 | 10 | 7  | 050:360 | +14   | 44:24  |
| 4.  | BSG Energie Cottbus              | 34  | 17 | 8  | 9  | 060:360 | +24   | 42:26  |
| 5.  | BSG Rotation Berlin              | 34  | 14 | 13 | 7  | 061:410 | +20   | 41:27  |
| 6.  | SG Dynamo Fürstenwalde           | 34  | 16 | 8  | 10 | 060:530 | +7    | 40:28  |
| 7.  | ASG Vorwärts Stralsund           | 34  | 15 | 9  | 10 | 053:450 | +8    | 39:29  |
| 8.  | Berliner FC Dynamo II (N)        | 34  | 13 | 10 | 11 | 064:480 | +16   | 36:32  |
| 9.  | BSG Aktivist Schwarze Pumpe      | 34  | 15 | 6  | 13 | 041:430 | −2    | 36:32  |
| 10. | FC Vorwärts Frankfurt/O. II (N)  | 34  | 13 | 7  | 14 | 057:520 | +5    | 33:35  |
| 11. | BSG Aktivist Brieske-Senftenberg | 34  | 11 | 11 | 12 | 043:450 | −2    | 33:35  |
| 12. | BSG Post Neubrandenburg          | 34  | 10 | 10 | 14 | 035:370 | −2    | 30:38  |
| 13. | BSG Chemie Buna Schkopau         | 34  | 9  | 11 | 14 | 034:510 | −17   | 29:39  |
| 14. | SG Dynamo Schwerin               | 34  | 7  | 12 | 15 | 033:500 | −17   | 26:42  |
| 15. | TSG Bau Rostock                  | 34  | 8  | 9  | 17 | 038:610 | −23   | 25:43  |
| 16. | BSG Schiffahrt/Hafen Rostock     | 34  | 5  | 12 | 17 | 030:600 | −30   | 22:46  |
| 17. | ISG Schwerin                     | 34  | 7  | 7  | 20 | 035:800 | −45   | 21:47  |
| 18. | BSG Chemie Wolfen                | 34  | 7  | 6  | 21 | 031:690 | −38   | 20:48  |

| (A) | Absteiger aus der DDR-Oberliga 1984/85 |
| (N) | Aufsteiger aus der Bezirksliga 1985/86 |

### Kreuztabelle
Die Kreuztabelle stellt die Ergebnisse aller Spiele dieser Saison dar. Die Heimmannschaft ist in der linken Spalte aufgelistet und die Gastmannschaft in der obersten Reihe.
| 1984/85 | 1984/85                          |     | BSG Stahl Eisenhüttenstadt | BSG Motor Babelsberg | BSG Energie Cottbus | BSG Rotation Berlin | SG Dynamo Fürstenwalde | ASG Vorwärts Stralsund | Berliner FC Dynamo II | BSG Aktivist Schwarze Pumpe | FC Vorwärts Frankfurt/O. II | BSG Aktivist Brieske-Senftenberg | BSG Post Neubrandenburg | BSG Chemie Buna Schkopau | SG Dynamo Schwerin | TSG Bau Rostock | BSG Schiffahrt/Hafen Rostock | ISG Schwerin | BSG Chemie Wolfen |
| ------- | -------------------------------- | --- | -------------------------- | -------------------- | ------------------- | ------------------- | ---------------------- | ---------------------- | --------------------- | --------------------------- | --------------------------- | -------------------------------- | ----------------------- | ------------------------ | ------------------ | --------------- | ---------------------------- | ------------ | ----------------- |
| 01.     | 1. FC Union Berlin               |     | 6:1                        | 5:0                  | 2:2                 | 4:1                 | 2:0                    | 3:0                    | 3:3                   | 3:0                         | 1:0                         | 2:1                              | 1:1                     | 1:0                      | 1:0                | 6:0             | 4:1                          | 5:0          | 6:0               |
| 02.     | BSG Stahl Eisenhüttenstadt       | 3:1 |                            | 3:1                  | 0:1                 | 1:1                 | 0:0                    | 1:1                    | 1:3                   | 0:0                         | 3:2                         | 4:0                              | 3:0                     | 2:1                      | 1:1                | 2:1             | 2:0                          | 6:1          | 4:0               |
| 03.     | BSG Motor Babelsberg             | 0:1 | 2:2                        |                      | 1:0                 | 2:2                 | 3:2                    | 1:0                    | 1:0                   | 0:1                         | 1:1                         | 3:1                              | 1:1                     | 4:0                      | 2:0                | 1:4             | 4:0                          | 1:1          | 1:0               |
| 04.     | BSG Energie Cottbus              | 4:1 | 0:1                        | 1:1                  |                     | 2:1                 | 4:1                    | 1:1                    | 2:0                   | 3:1                         | 3:1                         | 2:0                              | 1:1                     | 2:0                      | 2:0                | 4:0             | 3:1                          | 4:2          | 1:2               |
| 05.     | BSG Rotation Berlin              | 0:0 | 2:2                        | 0:1                  | 4:0                 |                     | 4:1                    | 1:3                    | 4:2                   | 3:0                         | 3:3                         | 1:0                              | 1:0                     | 1:1                      | 2:1                | 0:1             | 4:0                          | 2:0          | 3:0               |
| 06.     | SG Dynamo Fürstenwalde           | 1:1 | 0:0                        | 1:2                  | 3:1                 | 3:0                 |                        | 0:2                    | 4:3                   | 2:1                         | 2:1                         | 2:0                              | 1:4                     | 2:0                      | 2:0                | 1:0             | 3:2                          | 3:3          | 1:1               |
| 07.     | ASG Vorwärts Stralsund           | 1:0 | 2:0                        | 0:2                  | 1:1                 | 3:3                 | 2:1                    |                        | 1:3                   | 1:1                         | 0:4                         | 2:2                              | 2:0                     | 3:1                      | 3:0                | 3:1             | 2:1                          | 1:1          | 3:1               |
| 08.     | Berliner FC Dynamo II            | 0:2 | 1:3                        | 1:2                  | 1:1                 | 2:2                 | 5:2                    | 3:2                    |                       | 2:0                         | 0:0                         | 2:3                              | 1:0                     | 5:0                      | 0:0                | 0:0             | 3:0                          | 9:2          | 3:0               |
| 09.     | BSG Aktivist Schwarze Pumpe      | 2:1 | 4:2                        | 0:2                  | 2:3                 | 0:1                 | 0:1                    | 0:3                    | 3:1                   |                             | 2:1                         | 2:2                              | 2:0                     | 1:1                      | 1:0                | 1:1             | 3:2                          | 2:1          | 2:0               |
| 10.     | FC Vorwärts Frankfurt/O. II      | 2:1 | 1:2                        | 1:2                  | 2:1                 | 1:1                 | 0:5                    | 4:2                    | 2:1                   | 0:1                         |                             | 2:0                              | 2:2                     | 2:0                      | 4:0                | 3:2             | 1:1                          | 1:2          | 5:1               |
| 11.     | BSG Aktivist Brieske-Senftenberg | 0:0 | 0:2                        | 1:3                  | 1:1                 | 2:1                 | 1:3                    | 4:1                    | 0:1                   | 2:1                         | 3:0                         |                                  | 1:0                     | 0:0                      | 1:0                | 0:0             | 1:1                          | 4:0          | 3:2               |
| 12.     | BSG Post Neubrandenburg          | 1:2 | 2:1                        | 1:0                  | 2:1                 | 1:1                 | 0:0                    | 1:0                    | 1:1                   | 0:1                         | 0:2                         | 0:1                              |                         | 0:0                      | 2:0                | 1:4             | 2:0                          | 5:0          | 0:1               |
| 13.     | BSG Chemie Buna Schkopau         | 0:3 | 3:2                        | 0:0                  | 1:0                 | 0:2                 | 4:0                    | 0:3                    | 3:1                   | 2:1                         | 2:2                         | 2:1                              | 0:0                     |                          | 1:1                | 2:1             | 3:1                          | 2:2          | 1:1               |
| 14.     | SG Dynamo Schwerin               | 2:2 | 2:2                        | 2:2                  | 0:2                 | 2:4                 | 3:3                    | 0:1                    | 1:1                   | 1:2                         | 3:2                         | 0:0                              | 1:1                     | 1:0                      |                    | 1:0             | 2:1                          | 2:1          | 1:1               |
| 15.     | TSG Bau Rostock                  | 0:3 | 0:5                        | 0:0                  | 1:0                 | 0:0                 | 2:4                    | 1:2                    | 2:4                   | 2:1                         | 2:0                         | 3:3                              | 1:3                     | 1:1                      | 1:1                |                 | 0:1                          | 4:2          | 1:3               |
| 16.     | BSG Schiffahrt/Hafen Rostock     | 2:2 | 1:6                        | 1:1                  | 1:1                 | 1:1                 | 1:1                    | 0:0                    | 1:1                   | 0:0                         | 0:1                         | 0:0                              | 2:1                     | 2:0                      | 0:3                | 0:0             |                              | 0:1          | 4:0               |
| 17.     | ISG Schwerin                     | 1:4 | 0:1                        | 1:0                  | 0:4                 | 1:4                 | 1:3                    | 1:0                    | 0:0                   | 0:1                         | 1:3                         | 2:2                              | 2:0                     | 3:1                      | 0:1                | 1:2             | 0:2                          |              | 1:0               |
| 18.     | BSG Chemie Wolfen                | 0:2 | 2:4                        | 2:3                  | 0:2                 | 1:1                 | 0:2                    | 2:2                    | 0:1                   | 0:2                         | 2:1                         | 0:3                              | 0:2                     | 0:2                      | 2:1                | 2:0             | 4:0                          | 1:1          |                   |

### Torschützenliste
|     | Spieler            | Verein                           | Tore |
| --- | ------------------ | -------------------------------- | ---- |
| 01. | Peter Kaehlitz     | SG Dynamo Fürstenwalde           | 25   |
| 02. | Uwe Borchardt      | 1. FC Union Berlin               | 20   |
| 03. | Ralf Sträßer       | 1. FC Union Berlin               | 19   |
| 03. | Detlef Uecker      | BSG Stahl Eisenhüttenstadt       | 19   |
| 05. | Peter Hackbusch    | BSG Rotation Berlin              | 17   |
| 05. | Andreas Leuthäuser | BSG Energie Cottbus              | 17   |
| 05. | Lutz Schnürer      | BSG Stahl Eisenhüttenstadt       | 17   |
| 08. | Norbert Schuppan   | BSG Aktivist Brieske-Senftenberg | 16   |
| 09. | Jan Voß            | Berliner FC Dynamo II            | 14   |
| 10. | Eike Küttner       | Berliner FC Dynamo II            | 13   |
| 11. | Norbert Bigalke    | BSG Rotation Berlin              | 12   |
| 12. | Lutz Hovest        | 1. FC Union Berlin               | 11   |
| 12. | Frank Lindemann    | FC Vorwärts Frankfurt/O. II      | 11   |
| 14. | Jörg Jenter        | BSG Aktivist Schwarze Pumpe      | 10   |
| 14. | Jörg Nachtigall    | BSG Motor Babelsberg             | 10   |
| 14. | Olaf Seier         | 1. FC Union Berlin               | 10   |

### Zuschauer
In 306 Spielen kamen 448.100 Zuschauer ({\displaystyle \varnothing } 1.464 pro Spiel) in die Stadien.
Größte Zuschauerkulisse
12.000  BSG Motor Babelsberg – 1. FC Union Berlin (21. Sp.)
Niedrigste Zuschauerkulisse
100 Berliner FC Dynamo II – BSG Chemie Wolfen (28. Sp.)
100 FC Vorwärts Frankfurt/O. II – BSG Rotation Berlin (28. Sp.)
100 ISG Schwerin – BSG Aktivist Brieske-Senftenberg (29. Sp.)
100 FC Vorwärts Frankfurt/O. II – ISG Schwerin (32. Sp.)
| Mannschaft                       | Gesamt  | {\displaystyle \varnothing } | Heim   | {\displaystyle \varnothing } | Ausw.  | {\displaystyle \varnothing } |
| -------------------------------- | ------- | ---------------------------- | ------ | ---------------------------- | ------ | ---------------------------- |
| 1. FC Union Berlin               | 130.300 | 3.832                        | 64.500 | 3.794                        | 65.800 | 3.870                        |
| BSG Stahl Eisenhüttenstadt       | 056.450 | 1.660                        | 29.750 | 1.750                        | 26.700 | 1.570                        |
| BSG Motor Babelsberg             | 078.900 | 2.321                        | 55.500 | 3.264                        | 23.400 | 1.376                        |
| BSG Energie Cottbus              | 083.250 | 2.449                        | 54.500 | 3.205                        | 28.750 | 1.691                        |
| BSG Rotation Berlin              | 041.550 | 1.222                        | 16.200 | 0952                         | 25.350 | 1.491                        |
| SG Dynamo Fürstenwalde           | 037.050 | 1.090                        | 15.900 | 0935                         | 21.150 | 1.244                        |
| ASG Vorwärts Stralsund           | 039.950 | 1.175                        | 18.600 | 1.094                        | 21.350 | 1.255                        |
| Berliner FC Dynamo II            | 039.150 | 1.151                        | 12.550 | 0738                         | 26.600 | 1.564                        |
| BSG Aktivist Schwarze Pumpe      | 056.250 | 1.654                        | 34.800 | 2.047                        | 21.450 | 1.261                        |
| FC Vorwärts Frankfurt/O. II      | 029.750 | 0875                         | 07.400 | 0435                         | 22.350 | 1.314                        |
| BSG Aktivist Brieske-Senftenberg | 053.200 | 1.565                        | 30.300 | 1.782                        | 22.900 | 1.347                        |
| BSG Post Neubrandenburg          | 041.750 | 1.228                        | 21.300 | 1.252                        | 20.450 | 1.202                        |
| BSG Chemie Buna Schkopau         | 041.500 | 1.221                        | 17.300 | 1.017                        | 24.200 | 1.423                        |
| SG Dynamo Schwerin               | 040.900 | 1.203                        | 17.250 | 1.014                        | 23.650 | 1.391                        |
| TSG Bau Rostock                  | 032.200 | 0947                         | 10.900 | 0641                         | 21.300 | 1.252                        |
| BSG Schiffahrt/Hafen Rostock     | 028.750 | 0846                         | 08.350 | 0491                         | 20.400 | 1.200                        |
| ISG Schwerin                     | 032.400 | 0953                         | 10.450 | 0614                         | 21.950 | 1.291                        |
| BSG Chemie Wolfen                | 042.950 | 1.263                        | 22.550 | 1.326                        | 20.400 | 1.200                        |

## Staffel B

### Abschlusstabelle
| Pl. | Verein                            | Sp. | S  | U  | N  | Tore    | Diff. | Punkte |
| --- | --------------------------------- | --- | -- | -- | -- | ------- | ----- | ------ |
| 1.  | BSG Sachsenring Zwickau           | 34  | 24 | 6  | 4  | 073:270 | +46   | 54:14  |
| 2.  | Hallescher FC Chemie (A)          | 34  | 19 | 11 | 4  | 077:300 | +47   | 49:19  |
| 3.  | SG Dynamo Dresden II (N)          | 34  | 19 | 9  | 6  | 071:390 | +32   | 47:21  |
| 4.  | BSG Chemie Böhlen                 | 34  | 17 | 10 | 7  | 057:420 | +15   | 44:24  |
| 5.  | BSG Fortschritt Bischofswerda     | 34  | 15 | 12 | 7  | 058:410 | +17   | 42:26  |
| 6.  | ASG Vorwärts Dessau               | 34  | 12 | 10 | 12 | 050:480 | +2    | 34:34  |
| 7.  | BSG Motor Nordhausen              | 34  | 10 | 14 | 10 | 035:410 | −6    | 34:34  |
| 8.  | TSG Chemie Markkleeberg           | 34  | 12 | 9  | 13 | 052:490 | +3    | 33:35  |
| 9.  | BSG Wismut Gera                   | 34  | 11 | 9  | 14 | 052:450 | +7    | 31:37  |
| 10. | FC Carl Zeiss Jena II (N)         | 34  | 12 | 7  | 15 | 048:520 | −4    | 31:37  |
| 11. | BSG Motor „F.-H.“ Karl-Marx-Stadt | 34  | 11 | 9  | 14 | 039:460 | −7    | 31:37  |
| 12. | FC Rot-Weiß Erfurt II (N)         | 34  | 11 | 9  | 14 | 043:610 | −18   | 31:37  |
| 13. | BSG Glückauf Sondershausen        | 34  | 10 | 11 | 13 | 039:570 | −18   | 31:37  |
| 14. | BSG Motor Grimma (N)              | 34  | 9  | 12 | 13 | 042:610 | −19   | 30:38  |
| 15. | SG Dynamo Eisleben                | 34  | 10 | 9  | 15 | 044:530 | −9    | 29:39  |
| 16. | BSG Aufbau dkk Krumhermersdorf    | 34  | 8  | 10 | 16 | 031:580 | −27   | 26:42  |
| 17. | BSG Aktivist Kali Werra Tiefenort | 34  | 7  | 8  | 19 | 029:540 | −25   | 22:46  |
| 18. | BSG Robotron Sömmerda             | 34  | 3  | 7  | 24 | 030:660 | −36   | 13:55  |

| (A) | Absteiger aus der DDR-Oberliga 1984/85 |
| (N) | Aufsteiger aus der Bezirksliga 1985/86 |

### Kreuztabelle
Die Kreuztabelle stellt die Ergebnisse aller Spiele dieser Saison dar. Die Heimmannschaft ist in der linken Spalte aufgelistet und die Gastmannschaft in der obersten Reihe.
| 1984/85 | 1984/85                           | BSG Sachsenring Zwickau | Hallescher FC Chemie | SG Dynamo Dresden II | BSG Chemie Böhlen | BSG Fortschritt Bischofswerda | ASG Vorwärts Dessau | BSG Motor Nordhausen | TSG Chemie Markkleeberg | BSG Wismut Gera | FC Carl Zeiss Jena II | BSG Motor „F.-H.“ Karl-Marx-Stadt | FC Rot-Weiß Erfurt II | BSG Glückauf Sondershausen | BSG Motor Grimma | SG Dynamo Eisleben | BSG Aufbau dkk Krumhermersdorf | BSG Aktivist Kali Werra Tiefenort | BSG Robotron Sömmerda |
| ------- | --------------------------------- | ----------------------- | -------------------- | -------------------- | ----------------- | ----------------------------- | ------------------- | -------------------- | ----------------------- | --------------- | --------------------- | --------------------------------- | --------------------- | -------------------------- | ---------------- | ------------------ | ------------------------------ | --------------------------------- | --------------------- |
| 01.     | BSG Sachsenring Zwickau           |                         | 1:1                  | 3:4                  | 2:1               | 3:0                           | 3:0                 | 2:0                  | 2:1                     | 1:0             | 2:0                   | 1:0                               | 5:1                   | 3:0                        | 4:2              | 3:2                | 5:0                            | 4:0                               | 1:0                   |
| 02.     | Hallescher FC Chemie              | 0:0                     |                      | 2:3                  | 3:4               | 0:0                           | 6:1                 | 4:0                  | 2:1                     | 1:0             | 3:1                   | 2:0                               | 4:0                   | 3:0                        | 5:1              | 0:0                | 7:0                            | 4:0                               | 5:2                   |
| 03.     | SG Dynamo Dresden II              | 0:1                     | 2:3                  |                      | 1:2               | 1:1                           | 0:1                 | 0:0                  | 1:0                     | 5:1             | 4:2                   | 2:1                               | 3:0                   | 1:1                        | 0:0              | 6:2                | 2:1                            | 3:1                               | 1:0                   |
| 04.     | BSG Chemie Böhlen                 | 2:1                     | 0:1                  | 1:1                  |                   | 1:1                           | 1:1                 | 0:0                  | 3:1                     | 1:0             | 3:1                   | 2:1                               | 2:0                   | 4:1                        | 2:1              | 4:1                | 1:0                            | [ B 1 ]                           | 4:0                   |
| 05.     | BSG Fortschritt Bischofswerda     | 1:5                     | 0:1                  | 4:2                  | 2:2               |                               | 2:2                 | 2:1                  | 3:2                     | 1:1             | 3:2                   | 1:0                               | 5:1                   | 2:3                        | 2:1              | 3:1                | 4:0                            | 3:0                               | 2:2                   |
| 06.     | ASG Vorwärts Dessau               | 0:1                     | 1:2                  | 2:2                  | 1:3               | 1:0                           |                     | 0:0                  | 3:1                     | 5:2             | 3:2                   | 2:0                               | 4:0                   | 4:0                        | 0:1              | 1:0                | 2:0                            | 0:0                               | 2:0                   |
| 07.     | BSG Motor Nordhausen              | 2:3                     | 0:0                  | 0:2                  | 0:0               | 3:2                           | 2:0                 |                      | 3:0                     | 2:2             | 1:1                   | 1:1                               | 1:1                   | 2:1                        | 1:1              | 2:0                | 2:2                            | 1:0                               | 2:2                   |
| 08.     | TSG Chemie Markkleeberg           | 1:2                     | 1:0                  | 2:1                  | 1:1               | 2:2                           | 3:1                 | 3:0                  |                         | 3:1             | 2:1                   | 2:1                               | 3:2                   | 5:1                        | 2:2              | 3:1                | 0:0                            | 0:1                               | 3:1                   |
| 09.     | BSG Wismut Gera                   | 1:2                     | 0:0                  | 1:1                  | 5:0               | 0:0                           | 1:0                 | 1:2                  | 2:1                     |                 | 0:0                   | 1:2                               | 4:1                   | 0:0                        | 2:3              | 0:1                | 3:0                            | 2:0                               | 2:0                   |
| 10.     | FC Carl Zeiss Jena II             | 1:4                     | 1:2                  | 3:5                  | 0:0               | 0:1                           | 2:0                 | 0:0                  | 3:1                     | 2:1             |                       | 2:0                               | 2:0                   | 2:2                        | 5:1              | 2:2                | 1:1                            | 0:2                               | 2:1                   |
| 11.     | BSG Motor „F.-H.“ Karl-Marx-Stadt | 0:0                     | 3:2                  | 1:2                  | 4:2               | 1:2                           | 2:2                 | 2:1                  | 1:0                     | 0:0             | 2:0                   |                                   | 1:2                   | 2:1                        | 0:0              | 0:2                | 0:0                            | 2:1                               | 2:1                   |
| 12.     | FC Rot-Weiß Erfurt II             | 3:2                     | 2:2                  | 0:0                  | 4:1               | 0:2                           | 1:1                 | 2:0                  | 2:1                     | 3:5             | 0:1                   | 1:1                               |                       | 0:0                        | 2:0              | 2:2                | 1:3                            | 0:0                               | 1:0                   |
| 13.     | BSG Glückauf Sondershausen        | 0:0                     | 1:1                  | 0:3                  | 1:3               | 0:0                           | 3:2                 | 1:0                  | 1:1                     | 1:6             | 1:0                   | 3:3                               | 2:1                   |                            | 5:0              | 2:0                | 0:0                            | 3:2                               | 1:0                   |
| 14.     | BSG Motor Grimma                  | 2:2                     | 0:5                  | 1:2                  | 1:1               | 1:0                           | 1:1                 | 1:2                  | 2:2                     | 2:1             | 2:1                   | 1:1                               | 1:1                   | 2:0                        |                  | 3:0                | 1:0                            | 1:1                               | 3:2                   |
| 15.     | SG Dynamo Eisleben                | 0:3                     | 0:0                  | 1:1                  | 3:0               | 0:0                           | 2:2                 | 1:3                  | 1:1                     | 0:2             | 1:2                   | 4:1                               | 1:2                   | 1:0                        | 1:0              |                    | 2:3                            | 4:1                               | 3:0                   |
| 16.     | BSG Aufbau dkk Krumhermersdorf    | 1:0                     | 1:1                  | 0:3                  | 1:1               | 1:5                           | 2:3                 | 4:0                  | 1:1                     | 1:2             | 2:3                   | 0:2                               | 0:1                   | 2:1                        | 2:1              | 0:0                |                                | 0:0                               | 2:1                   |
| 17.     | BSG Aktivist Kali Werra Tiefenort | 0:0                     | 2:3                  | 1:3                  | 2:1               | 0:1                           | 2:2                 | 0:0                  | 0:1                     | 2:1             | 0:1                   | 2:0                               | 1:3                   | 0:1                        | 2:2              | 1:2                | 0:1                            |                                   | 3:1                   |
| 18.     | BSG Robotron Sömmerda             | 1:2                     | 2:2                  | 0:4                  | 0:1               | 1:1                           | 1:0                 | 0:1                  | 1:1                     | 2:2             | 0:2                   | 1:2                               | 1:3                   | 2:2                        | 2:1              | 0:1                | 2:0                            | 1:2                               |                       |

1. ↑  BSG Chemie Böhlen – BSG Aktivist Kali Werra Tiefenort (29. Spieltag); Wertung: 2:0 Punkte und 3:0 Tore für Böhlen, Tiefenort trat nicht an

### Torschützenliste
|     | Spieler             | Verein                         | Tore |
| --- | ------------------- | ------------------------------ | ---- |
| 01. | Klaus Havenstein    | BSG Chemie Böhlen              | 23   |
| 02. | Gerd Seifert        | SG Dynamo Dresden II           | 20   |
| 03. | Uwe Machold         | Hallescher FC Chemie           | 17   |
| 04. | Andreas Tillmann    | TSG Chemie Markkleeberg        | 16   |
| 05. | Peter Keller        | BSG Sachsenring Zwickau        | 15   |
| 06. | Ralf Heuschkel      | BSG Wismut Gera                | 14   |
| 06. | Ralf Schneider      | BSG Sachsenring Zwickau        | 14   |
| 08. | Robby Schneidenbach | BSG Sachsenring Zwickau        | 13   |
| 09. | Holger Demme        | BSG Motor Nordhausen           | 11   |
| 09. | Andreas Gräulich    | BSG Fortschritt Bischofswerda  | 11   |
| 09. | Jan Michel          | Hallescher FC Chemie           | 11   |
| 12. | Jörg Dämmrich       | ASG Vorwärts Dessau            | 10   |
| 12. | Thomas Roß          | FC Carl Zeiss Jena II          | 10   |
| 12. | Bernd Sachse        | BSG Aufbau dkk Krumhermersdorf | 10   |
| 12. | Andreas Thon        | FC Rot-Weiß Erfurt II          | 10   |

### Zuschauer
In 305 Spielen kamen 588.200 Zuschauer ({\displaystyle \varnothing } 1.928 pro Spiel) in die Stadien.
Größte Zuschauerkulisse
15.000  Hallescher FC Chemie – BSG Sachsenring Zwickau (30. Sp.)
Niedrigste Zuschauerkulisse
200 FC Rot-Weiß Erfurt II – TSG Chemie Markkleeberg (9. Sp.)
200 FC Carl Zeiss Jena II – BSG Glückauf Sondershausen (22. Sp.)
200 SG Dynamo Dresden II – SG Dynamo Eisleben (32. Sp.)
200 FC Rot-Weiß Erfurt II – BSG Wismut Gera (34. Sp.)
| Mannschaft                        | Gesamt  | {\displaystyle \varnothing } | Heim   | {\displaystyle \varnothing } | Ausw.  | {\displaystyle \varnothing } |
| --------------------------------- | ------- | ---------------------------- | ------ | ---------------------------- | ------ | ---------------------------- |
| BSG Sachsenring Zwickau           | 126.000 | 3.706                        | 71.500 | 4.205                        | 54.500 | 3.205                        |
| Hallescher FC Chemie              | 137.950 | 4.057                        | 87.100 | 5.123                        | 50.850 | 2.991                        |
| SG Dynamo Dresden II              | 051.300 | 1.509                        | 16.100 | 0947                         | 35.200 | 2.070                        |
| BSG Chemie Böhlen                 | 049.450 | 1.498                        | 20.600 | 1.287                        | 28.850 | 1.697                        |
| BSG Fortschritt Bischofswerda     | 081.800 | 2.406                        | 47.900 | 2.817                        | 33.900 | 1.994                        |
| ASG Vorwärts Dessau               | 065.850 | 1.937                        | 34.300 | 2.017                        | 31.550 | 1.855                        |
| BSG Motor Nordhausen              | 065.050 | 1.913                        | 34.600 | 2.035                        | 30.450 | 1.791                        |
| TSG Chemie Markkleeberg           | 058.400 | 1.718                        | 26.600 | 1.564                        | 31.800 | 1.870                        |
| BSG Wismut Gera                   | 061.000 | 1.794                        | 29.350 | 1.726                        | 31.650 | 1.861                        |
| FC Carl Zeiss Jena II             | 039.800 | 1.171                        | 10.750 | 0632                         | 29.050 | 1.708                        |
| BSG Motor „F.-H.“ Karl-Marx-Stadt | 042.950 | 1.263                        | 16.450 | 0967                         | 26.500 | 1.558                        |
| FC Rot-Weiß Erfurt II             | 039.050 | 1.149                        | 09.350 | 0550                         | 29.700 | 1.747                        |
| BSG Glückauf Sondershausen        | 065.250 | 1.919                        | 39.150 | 2.302                        | 26.100 | 1.535                        |
| BSG Motor Grimma                  | 084.550 | 2.487                        | 55.300 | 3.252                        | 29.250 | 1.720                        |
| SG Dynamo Eisleben                | 056.550 | 1.663                        | 24.650 | 1.450                        | 31.900 | 1.876                        |
| BSG Aufbau dkk Krumhermersdorf    | 060.850 | 1.790                        | 28.050 | 1.650                        | 32.800 | 1.929                        |
| BSG Aktivist Kali Werra Tiefenort | 052.300 | 1.585                        | 20.850 | 1.226                        | 31.450 | 1.965                        |
| BSG Robotron Sömmerda             | 040.300 | 1.185                        | 15.600 | 0917                         | 24.700 | 1.452                        |

## Aufsteiger
| 1. Staffel A | 1. FC Union Berlin |
| | Ronny Teuber (23 Spiele / Tore –) Ingo Weniger (33/1) Holger Sattler (27/1), Dirk Koenen (32/–), Olaf Reinhold (32/–) Henry Treppschuh (26/–), Olaf Seier (33/10), Oliver Klotz (29/7) Lutz Hovest (26/11), Ralf Sträßer (34/19), Uwe Borchardt (30/20) Trainer: Karl Schäffner |
| außerdem: Jörn Dahms (Tor 2/–), Olaf Ladewig (Tor 10/–); Peter Wirth (13/–); Steffen Borkowski (27/3), Ingo Kimmritz (21/2), Heiko Lahn (20/1); Frank Melzer (1/–), Heiner Thomas (2/1), Peter Riedtke (1/–), René Unglaube (4/2) dazu je ein Eigentor von Klatt (Schiffahrt/Hafen Rostock) und Teichmann (Stahl Eisenhüttenstadt) ohne Einsatz blieben: Andreas Hawa (Tor), Dirk Ohlbrecht, Stephan Rother, Uwe Hessel, Marco Roßdeutscher, André Sirocks, Bernd Jopek und Dirk Kampfhenkel | |

| 1. Staffel B                     | BSG Sachsenring Zwickau |
| Logo der BSG Sachsenring Zwickau | Thomas Alscher (23 Spiele / Tore –) Andreas Langer (26/3) Ralf Wagner (23/2), Marcel Babik (33/–), Joachim Schykowski (33/4) Peter Keller (33/15), Ulrich Oevermann (25/6), Ralf Schneider (33/14), Volker Schlicke (28/2) Martin Trocha (14/3), Robby Schneidenbach (31/13) Trainer: Jürgen Croy                                                                   |
| Logo der BSG Sachsenring Zwickau | außerdem: Lutz Rathmann (Tor 11/–); Thomas Hahn (18/2), Andreas Mittag (14/3); Jens Dombrowski (27/–), Andreas Franz (6/–), Bernd Richter (4/–); Klaus Becher (15/2), Berko Fuchs (5/–), Jörg Körner (16/2), Thomas Leonhardt (10/–), Ulrich Riedel (5/1), Jens Schumacher (3/–) dazu ein Eigentor von Blankenburg (Motor Grimma) ohne Einsatz blieb: Silvio Franke |

## Aufstiegsrunde zur DDR-Liga
Sechs Mannschaften aus den 15 Bezirksligen steigen in die DDR-Liga auf. In drei Gruppen zu je fünf Mannschaften, ermittelten die 15 Bezirksmeister beziehungsweise aufstiegsberechtigten Clubs und Gemeinschaften die Aufsteiger. Die beiden Erstplatzierten jeder Gruppe steigen auf. Jede Mannschaft bestritt in ihrer Gruppe zwei Heimspiele und zwei Auswärtsspiele.

### Staffel 1
In der Staffel 1 spielten die Meister aus den Bezirken Rostock, Berlin, Frankfurt (Oder) sowie Halle und der Vizemeister aus dem Bezirk Schwerin.

#### Abschlusstabelle
| Pl. | Verein                       | Sp. | S | U | N | Tore    | Diff. | Punkte |
| --- | ---------------------------- | --- | - | - | - | ------- | ----- | ------ |
| 1.  | BSG Stahl Walzwerk Hettstedt | 4   | 2 | 1 | 1 | 004:200 | +2    | 05:30  |
| 2.  | BSG KKW Greifswald           | 4   | 2 | 0 | 2 | 007:200 | +5    | 04:40  |
| 3.  | BSG KWO Berlin               | 4   | 2 | 0 | 2 | 007:700 | ±0    | 04:40  |
| 4.  | BSG Motor Eberswalde         | 4   | 2 | 0 | 2 | 006:110 | −5    | 04:40  |
| 5.  | BSG Hydraulik Parchim        | 4   | 1 | 1 | 2 | 005:700 | −2    | 03:50  |

#### Kreuztabelle
Die Kreuztabelle stellt die Ergebnisse aller Spiele dieser Aufstiegsrunde dar. Die Heimmannschaft ist in der linken Spalte aufgelistet und die Gastmannschaft in der obersten Reihe.
| 1984/85 | 1984/85                      | BSG Stahl Walzwerk Hettstedt | BSG KKW Greifswald | BSG KWO Berlin | BSG Motor Eberswalde | BSG Hydraulik Parchim |
| ------- | ---------------------------- | ---------------------------- | ------------------ | -------------- | -------------------- | --------------------- |
| 01.     | BSG Stahl Walzwerk Hettstedt |                              | 1:0                | 2:0            | ---                  | ---                   |
| 02.     | BSG KKW Greifswald           | ---                          |                    | 2:0            | ---                  | 0:1                   |
| 03.     | BSG KWO Berlin               | ---                          | ---                |                | 4:2                  | 3:1                   |
| 04.     | BSG Motor Eberswalde         | 1:0                          | 0:5                | ---            |                      | ---                   |
| 05.     | BSG Hydraulik Parchim        | 1:1                          | ---                | ---            | 2:3                  |                       |

### Staffel 2
In der Staffel 2 spielten die Meister aus den Bezirken Neubrandenburg, Potsdam, Magdeburg, Leipzig und Erfurt.

#### Abschlusstabelle
| Pl. | Verein                     | Sp. | S | U | N | Tore    | Diff. | Punkte |
| --- | -------------------------- | --- | - | - | - | ------- | ----- | ------ |
| 1.  | BSG Lok/Armaturen Prenzlau | 4   | 2 | 2 | 0 | 005:300 | +2    | 06:20  |
| 2.  | BSG Motor Weimar           | 4   | 1 | 3 | 0 | 006:200 | +4    | 05:30  |
| 3.  | BSG Motor Ludwigsfelde     | 4   | 2 | 1 | 1 | 006:400 | +2    | 05:30  |
| 4.  | 1. FC Magdeburg II         | 4   | 1 | 1 | 2 | 007:700 | ±0    | 03:50  |
| 5.  | BSG Aktivist Espenhain     | 4   | 0 | 1 | 3 | 001:900 | −8    | 01:70  |

#### Kreuztabelle
Die Kreuztabelle stellt die Ergebnisse aller Spiele dieser Aufstiegsrunde dar. Die Heimmannschaft ist in der linken Spalte aufgelistet und die Gastmannschaft in der obersten Reihe.
| 1984/85 | 1984/85                    | BSG Lok/Armaturen Prenzlau | BSG Motor Weimar | BSG Motor Ludwigsfelde | 1. FC Magdeburg II | BSG Aktivist Espenhain |
| ------- | -------------------------- | -------------------------- | ---------------- | ---------------------- | ------------------ | ---------------------- |
| 01.     | BSG Lok/Armaturen Prenzlau |                            | 0:0              | ---                    | ---                | 0:0                    |
| 02.     | BSG Motor Weimar           | ---                        |                  | 1:1                    | ---                | 4:0                    |
| 03.     | BSG Motor Ludwigsfelde     | 0:1                        | ---              |                        | 2:1                | ---                    |
| 04.     | 1. FC Magdeburg II         | 3:4                        | 1:1              | ---                    |                    | ---                    |
| 05.     | BSG Aktivist Espenhain     | ---                        | ---              | 1:3                    | 0:2                |                        |

### Staffel 3
In der Staffel 3 spielten die Meister aus den Bezirken Cottbus, Suhl, Gera, Karl-Marx-Stadt und Dresden.

#### Abschlusstabelle
| Pl. | Verein                   | Sp. | S | U | N | Tore    | Diff. | Punkte |
| --- | ------------------------ | --- | - | - | - | ------- | ----- | ------ |
| 1.  | BSG Chemie IW Ilmenau    | 4   | 2 | 1 | 1 | 007:300 | +4    | 05:30  |
| 2.  | BSG Wismut Aue II        | 4   | 2 | 1 | 1 | 005:400 | +1    | 05:30  |
| 3.  | BSG Fortschritt Neustadt | 4   | 0 | 4 | 0 | 006:600 | ±0    | 04:40  |
| 4.  | BSG Lokomotive Cottbus   | 4   | 1 | 1 | 2 | 002:500 | −3    | 03:50  |
| 5.  | BSG Fortschritt Weida    | 4   | 1 | 1 | 2 | 006:100 | −4    | 03:50  |

#### Kreuztabelle
Die Kreuztabelle stellt die Ergebnisse aller Spiele dieser Aufstiegsrunde dar. Die Heimmannschaft ist in der linken Spalte aufgelistet und die Gastmannschaft in der obersten Reihe.
| 1984/85 | 1984/85                  | BSG Chemie IW Ilmenau | BSG Wismut Aue II | BSG Fortschritt Neustadt | BSG Lokomotive Cottbus | BSG Fortschritt Weida |
| ------- | ------------------------ | --------------------- | ----------------- | ------------------------ | ---------------------- | --------------------- |
| 01.     | BSG Chemie IW Ilmenau    |                       | ---               | ---                      | 3:0                    | 3:1                   |
| 02.     | BSG Wismut Aue II        | 1:0                   |                   | ---                      | ---                    | 2:3                   |
| 03.     | BSG Fortschritt Neustadt | 1:1                   | 1:1               |                          | ---                    | ---                   |
| 04.     | BSG Lokomotive Cottbus   | ---                   | 0:1               | 1:1                      |                        | ---                   |
| 05.     | BSG Fortschritt Weida    | ---                   | ---               | 3:3                      | 0:1                    |                       |